# ابتكار هندي
الابتكار الهندي (أو الإندوفيشن "Indovation") هو مصطلح يشير إلى العملية الفريدة التي يتم خلالها تطوير الابتكارات في الهند لتخدم عددًا كبيرًا من الأشخاص بتكلفة مناسبة وثابتة استجابة لظروف الندرة والتنوع. تُعرف الحلول الفردية الناتجة من هذه العملية باسم الابتكارات الهندية. ومن هذه الابتكارات الهندية، سيارة تاتا نانو وجهاز تكرير المياه «تاتا سواش» ومستشفى الدكتور ديفي براساد شيتي الذي يقدم الرعاية الصحية للقلب بتكلفة منخفضة، وحلول الإضاءة الشمسية من شركة سيلكو بغرض إمداد الأسر المستهلكة التي لا تحصل على تيار كهربائي.
طرح نافي رادجو، المدير التنفيذي لمركز الهند والأعمال العالمية (CIGB) مصطلح الابتكار الهندي (إندوفيشن) لأول مرة في فبراير عام 2009 في كلية جودج لإدارة الأعمال في جامعة كامبريدج. بعد عدة أشهرٍ من البحث الميداني، أنشأ مركز الهند والأعمال العالمية موقعًا إلكترونيًا؛ وهو Indovations.net، بهدف تسليط الضوء على الابتكارات ميسورة التكلفة التي تقدمها الهند وربط رجال الأعمال الهنود بباقي دول العالم. في 10 نوفمبر 2009، أعلن نافي رادجو عن افتتاح الموقع الإلكتروني في قمة الهند الاقتصادية التي ينظمها المنتدى الاقتصادي العالمي خلال ندوة نقاشية بعنوان «خلق الفرصة لإنتاج ابتكارات هندية قادمة».
وقد نشرت صحيفة فاينانشال تايمز مقالتين تصف خلالهما تأثير ظاهرة الابتكار الهندي على باقي دول العالم. وبالمثل، نظمت جمعية آسيا سلسلة من الندوات خلال عام 2010 في سان فرانسيسكو ونيويورك وهونغ كونغ ومومباي ودلهي تحت عنوان «الابتكارات الهندية: تحفيز الابتكارات العالمية في الأسواق الناشئة» لاستكشاف كيف تُمثل الهند الآن مصدر إلهامٍ لكل من الدول المتقدمة والنامية التي تسعى إلى تحقيق قفزةٍ اقتصادية واجتماعية وثقافية من خلال تقديم ابتكارات بتكلفة ميسورة وثابتة مع العمل على تطويرها.